# Situla macdonaldi
Situla macdonaldi is een zakpijpensoort uit de familie van de Octacnemidae. De wetenschappelijke naam van de soort werd in 1977 voor het eerst geldig gepubliceerd door het echtpaar Claude en Francoise Monniot.